# Martin Nielsen
Martin Nielsen, född 12 december 1900 i Gødvad, död 16 december 1962 i Köpenhamn, var en dansk kommunistisk politiker, motståndsman och redaktör på Arbejderbladet och Land og Folk. Han var folketingsledamot 1939-1950 för Danmarks Kommunistiske Parti (DKP).
Martin Nielsen var son till arbetaren Søren Peter Nielsen (1868-1943) och Ane Kristine Johansen (1868-1945). Hemmet var fattigt och efter folkskolan blev Nielsen dräng och sedan lärling på ett mejeri (1915-1918). Efter att under ett antal år ha arbetat både på fabrik och inom lantbruket blev han anställd som partisekreterare för Danmarks Kommunistiske Parti (DKP) 1925. Han hade dessförinnan var aktiv i arbetslöshetsrörelsen i Randers (1921-1922) och spelat en avgörande i generalstrejken som hölls i staden 1922. Han blev invald som ledamot av DKP:s partistyrelse 1923 och åren 1928-1930 företog han resor till Sovjetunionen och genomgick utbildning på Leninskolan i Moskva. 1931 blev han verksamhetschef på Arbejderbladet och 1934 tidningens redaktör. Från 1930 var han även ledamot i partiets centralkommitté.
Nielsen blev invald i Folketinget 1939 och utgjorde tillsammans med Aksel Larsen och Alfred Jensen DKP:s folketingsgrupp. 22 juni 1941 blev Nielsen arresterad av Gestapo och tillbringade fyra år i fångenskap. Han var internerad i Vestre fængsel, Horserødlägret, Gestapos fängelse och slutligen deporterad till koncentrationslägret Stutthof utanför Danzig 1943. Då lägret utrymdes 1945 skickades fångarna ut på en dödsmarsch. Nielsen och fyra andra skickades till Moskva efter att ha mött upp den sovjetiska armén. Därifrån återvände han till Danmark via Sverige. Han återupptog sina uppdrag i Folketinget samma år och var ledamot i de första parlamentariska kommissionerna som hade till uppgift att utreda den politiska situationen i Danmark under den tyska ockupationen. Han riktade skarp kritik mot de övriga partiernas eftergivenhet och mot den danska statens behandling av kommunister under kriget. Nielsen satt i Folketinget till 1950 och var sedan redaktör på Land og Folk (1952-1960). Vid sprängningen av DKP 1958, då bl.a. Aksel Larsen uteslöts och bildade Socialistisk Folkeparti, stod Nielsen på DKP:s och centralkommitténs sida.